# Oeraalse rotstekeningen
De Oeraalse rotstekeningen (Russisch: уральские писаницы; Oeralskie pisanitsy) zijn rotstekeningen van onbekende oorsprong langs de oevers van een aantal rivieren in de Oeral.

## Locatie

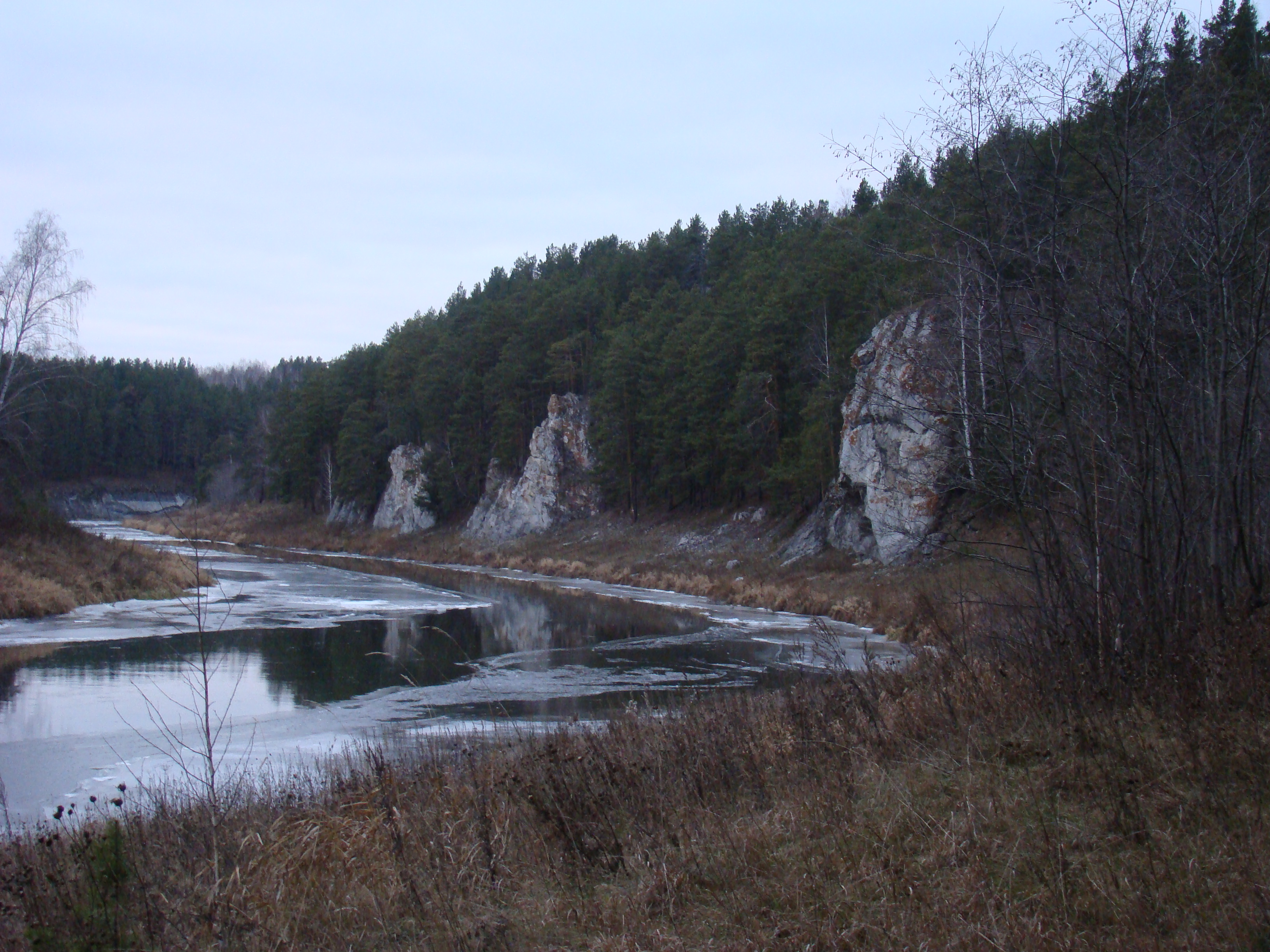
Koptelov-rotsen, Nejva

De rotstekeningen bevinden zich over een afstand van 800 kilometer, van de Kolva en Visjera in het noorden tot de Belaja in het zuiden. De twee belangrijkste gebieden waar ze voorkomen zijn:
- de oostelijke hellingen van de Centrale Oeral langs de rivieren Tagil, Nejva, Rezj en Iset; vooral in graniet-, gabbro- en dioritische grotten en in gneisen en schisten
- de westelijke hellingen van de Zuidelijke Oeral langs de rivieren Aj en Joerjoezan; vooral in kalksteengrotten

De meeste van de ongeveer 70 Oeraalse rotstekeningen zijn tot dusver aangetroffen bij de Tagil (19).

## Techniek
De tekeningen bevinden zich op steil oplopende rotsen met het aangezicht meestal naar de rivier. Ze zijn gemaakt met behulp van rode oker (ijzeroxides als hematiet, goethiet en limoniet), gemengd met dierenvet en/of -bloed voor de hechting. De kleur varieert van lichte tinten tot violet en bruin, en de dikte varieert van 10 tot 20 millimeter. Archeologen hebben de ontstaansperiode van de tekeningen geschat op 4000 tot 5000 v.Chr., in het mesolithicum.

## Onderwerpen
De rotstekeningen zijn op te delen onder vier thema's: dieren, menselijke figuren, geometische vormen en abstrakte tekens.
De afgebeelde dieren variëren met het gebied waar ze voorkomen. Reeën komen bijna alleen op de tekeningen van de Zuidelijke Oeral voor en elanden en rendieren in die van de Centrale en Noordelijke Oeral. Ook zijn er beren afgebeeld (bij de Tagil, de Joerjoezan en de Oefa) en vogels (met name watervogels). De menselijke figuren zijn vaak frontaal geschilderd.

## Geschiedenis
Het bestaan van de rotstekeningen is bekend sinds het einde van de 17e eeuw. Uit een document uit die tijd blijkt dat toen een van deze rotstekeningen aan de Visjera werd gebruikt als markeringspunt voor de grens tussen de visgebieden van de Russen en de Mansen.
Begin 18e eeuw werd een andere rotstekening gevonden aan de Irbit, waarschijnlijk doordat deze in de nabijheid van de Markt van Irbit lag.
Begin 19e eeuw waren ongeveer 20 rotstekeningen bekend en werd door sommige wetenschappers een link gelegd met de mythologie van de lokale volken (Chanten, Mansen en Komi). In 1877 verscheen een boek met alle tot dan toe bekende Oeraalse rotstekeningen van de hand van V.M. Malachov.
Pas in de tweede helft van de 20e eeuw kwam er een werk dat een poging deed om de rotstekeningen te analyseren, van de hand van archeoloog en etnograaf Valeri Tsjernetsov. Deze isoleerde verschillende groepen van stenen met rotstekeningen, die volgens hem een 'grafische formule' voorstelden. Ook deelde hij onder andere aan de hand van de weergegeven thema's en geschreven bronnen de rotstekeningen in in perioden (overigens naar later bleek, niet zonder fouten). Tsjernetsov stelde op basis van gelijkenissen tussen de rotstekeningen en verschillende traditionele afbeeldingen die door Mansen waren gemaakt het vermoeden dat in elk geval de latere rotstekeningen in verband moesten worden gebracht met de voorouders van de Mansen. De rotstekeningen hadden volgens hem een soort van kalenderfunctie, gebaseerd op de seizoenen. Dit op basis van de richting waarin ze waren geplaatst, de aanwezigheid van symbolen die de hemel en de zon moesten voorstellen en specifieke parallellen met seisoensriten van de Oegrische bewoners langs de Ob.

## Afbeeldingen

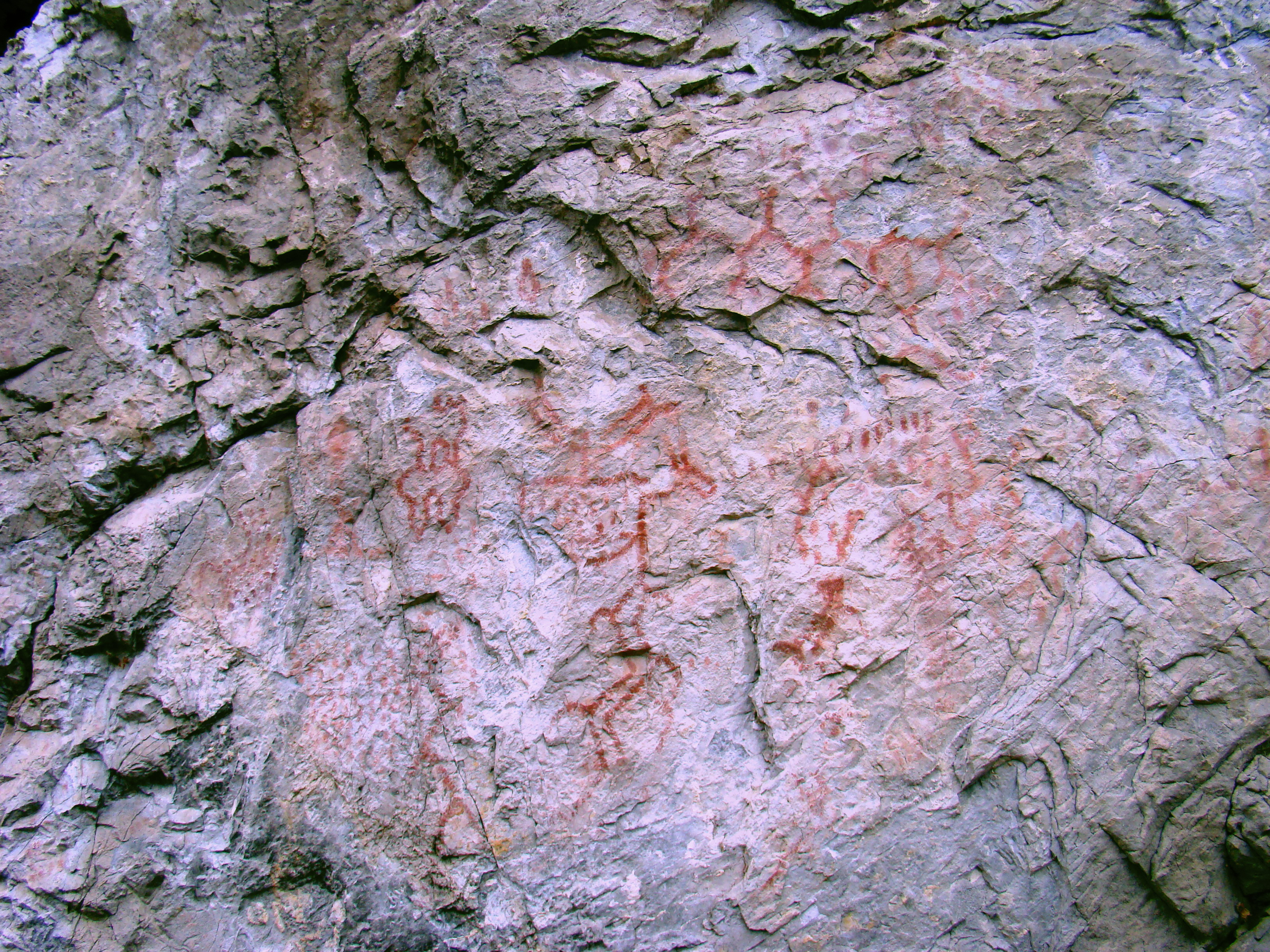
Rotstekening aan de Nejva
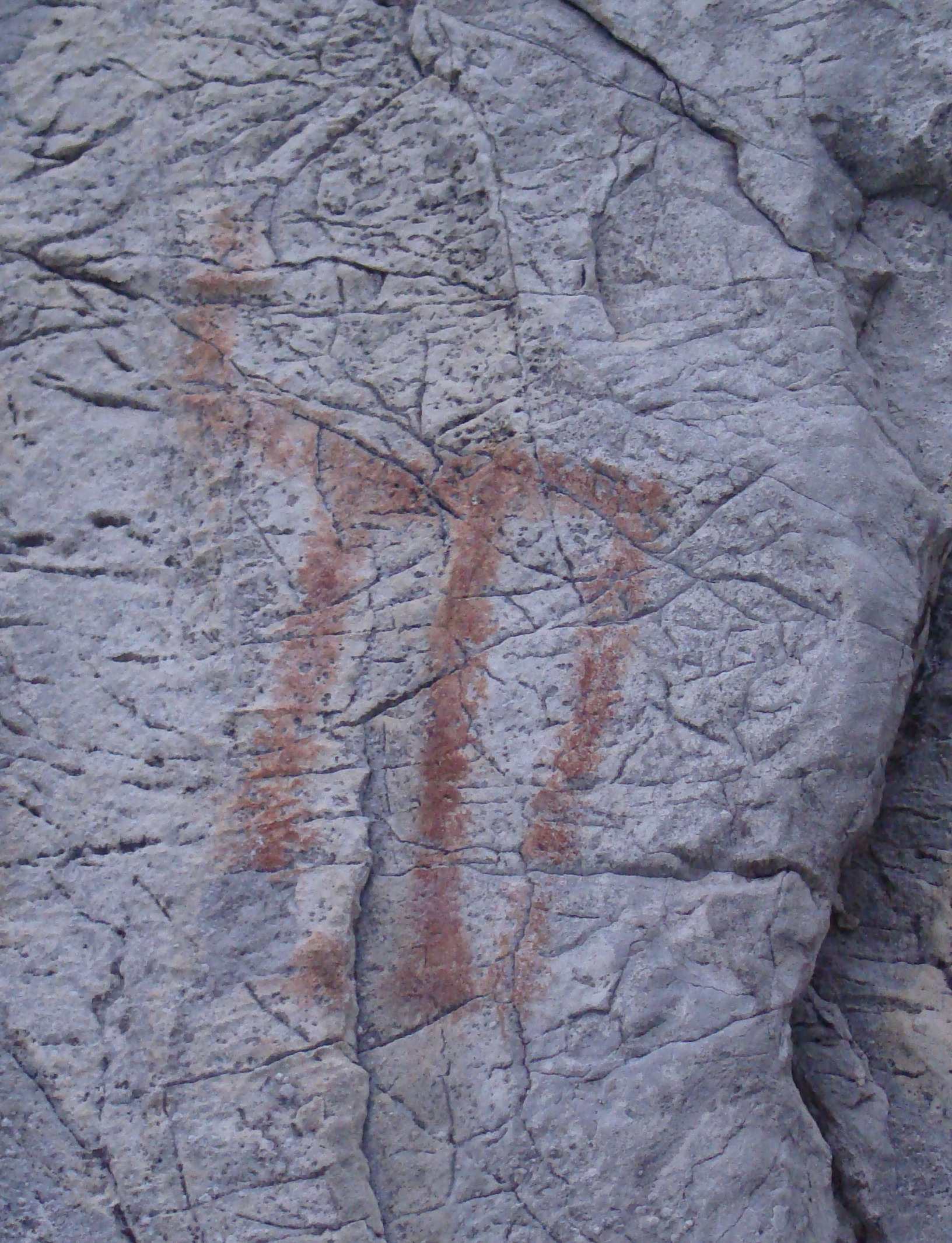
Nejva, Koptelov-rotsen
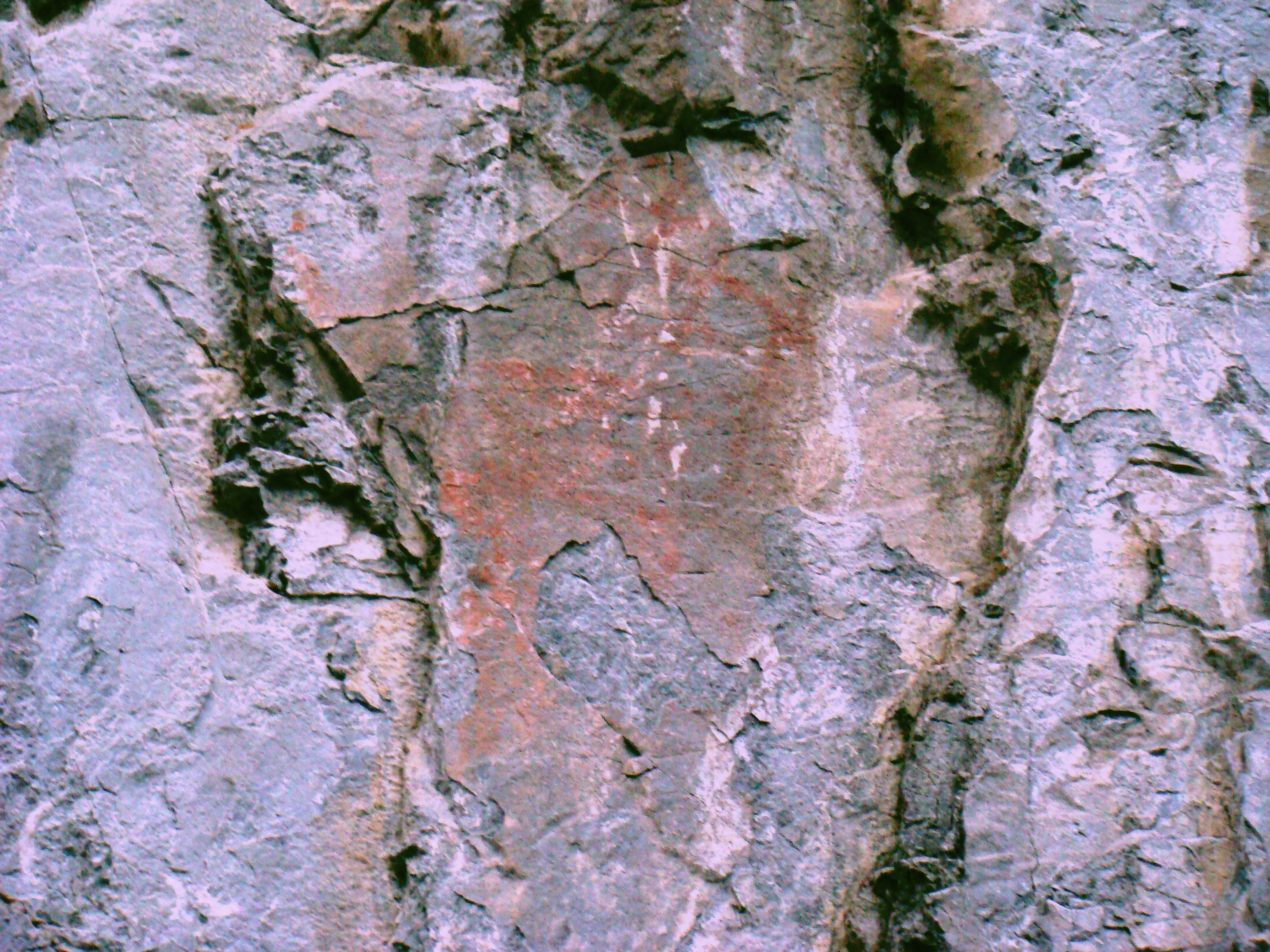
Hoefdieren en geometrische motieven, Nejva, Koptelov-rotsen
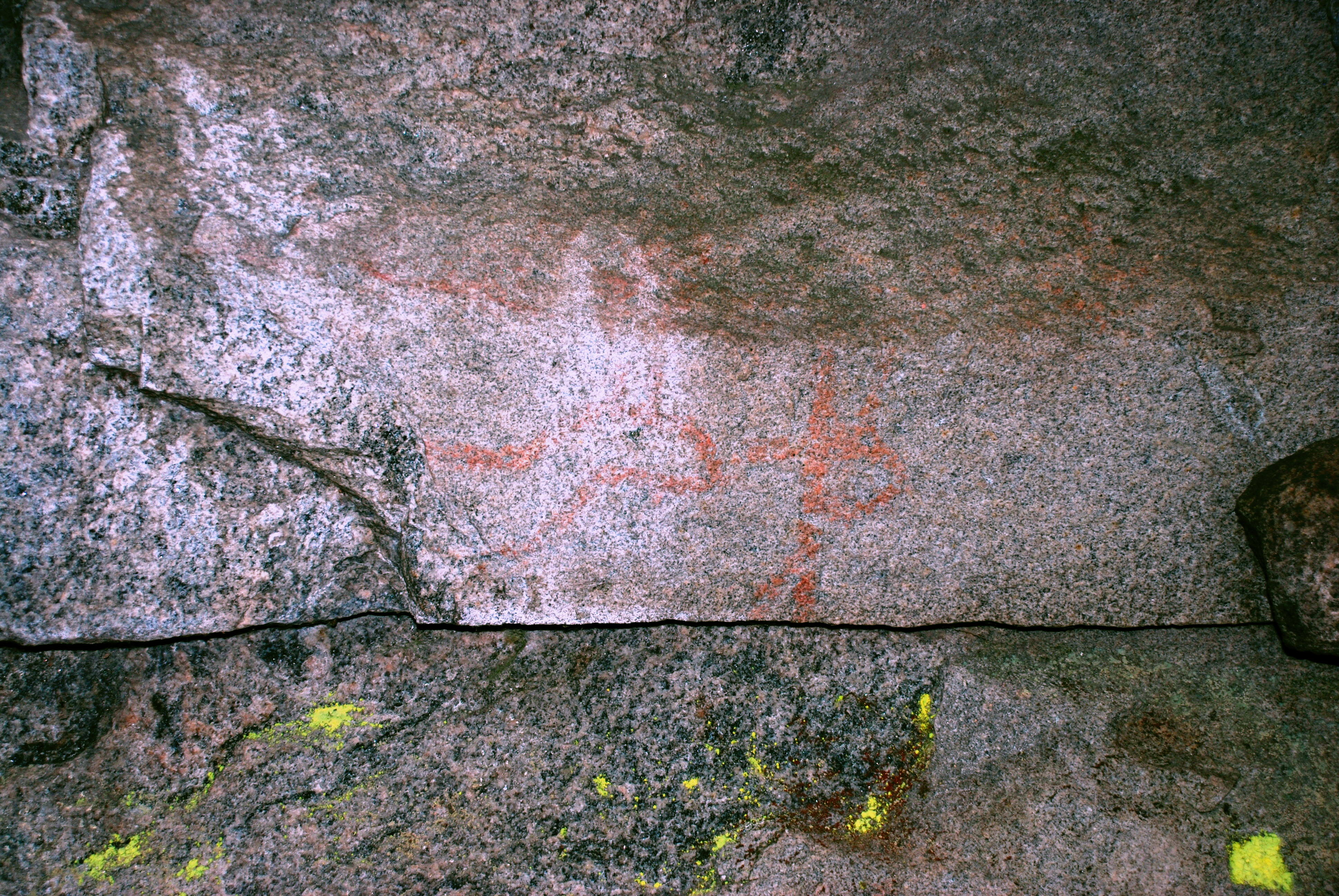
Hoefdieren, Shaitan rotsen, Rezj rivier
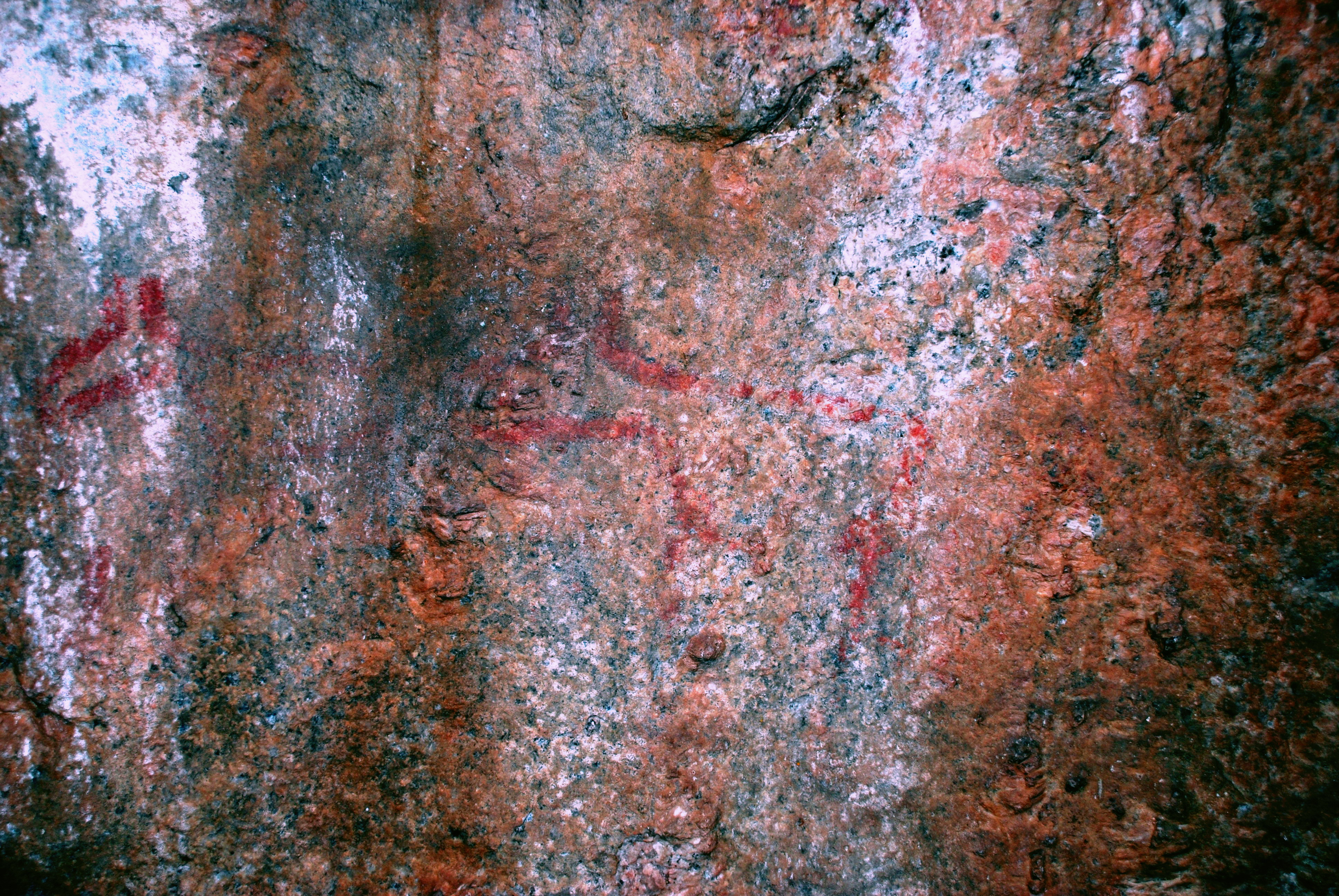
Hoefdieren, Sjajtan-rotsen, Rezj
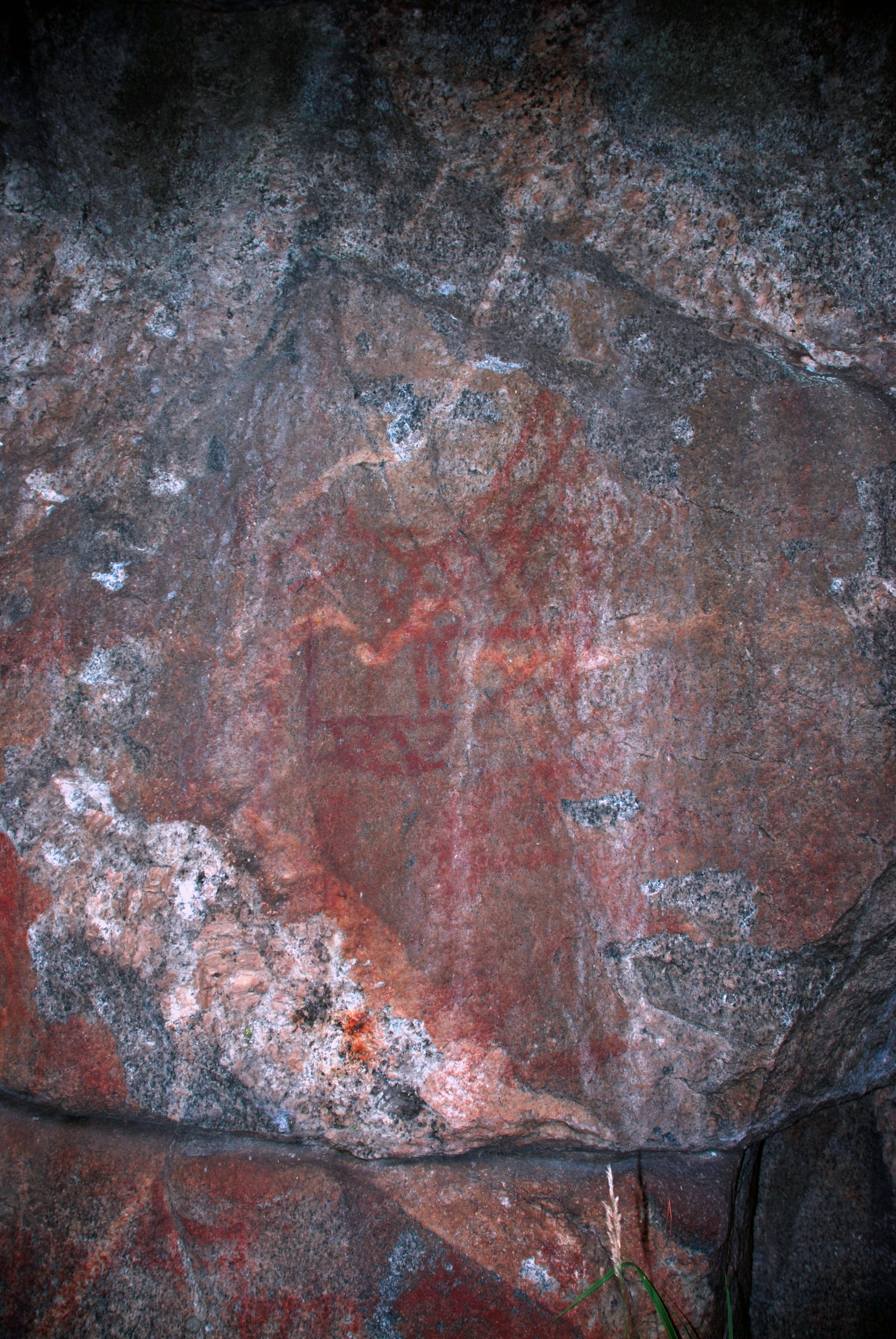
Hoefdieren, vogels en geometrische motieven,
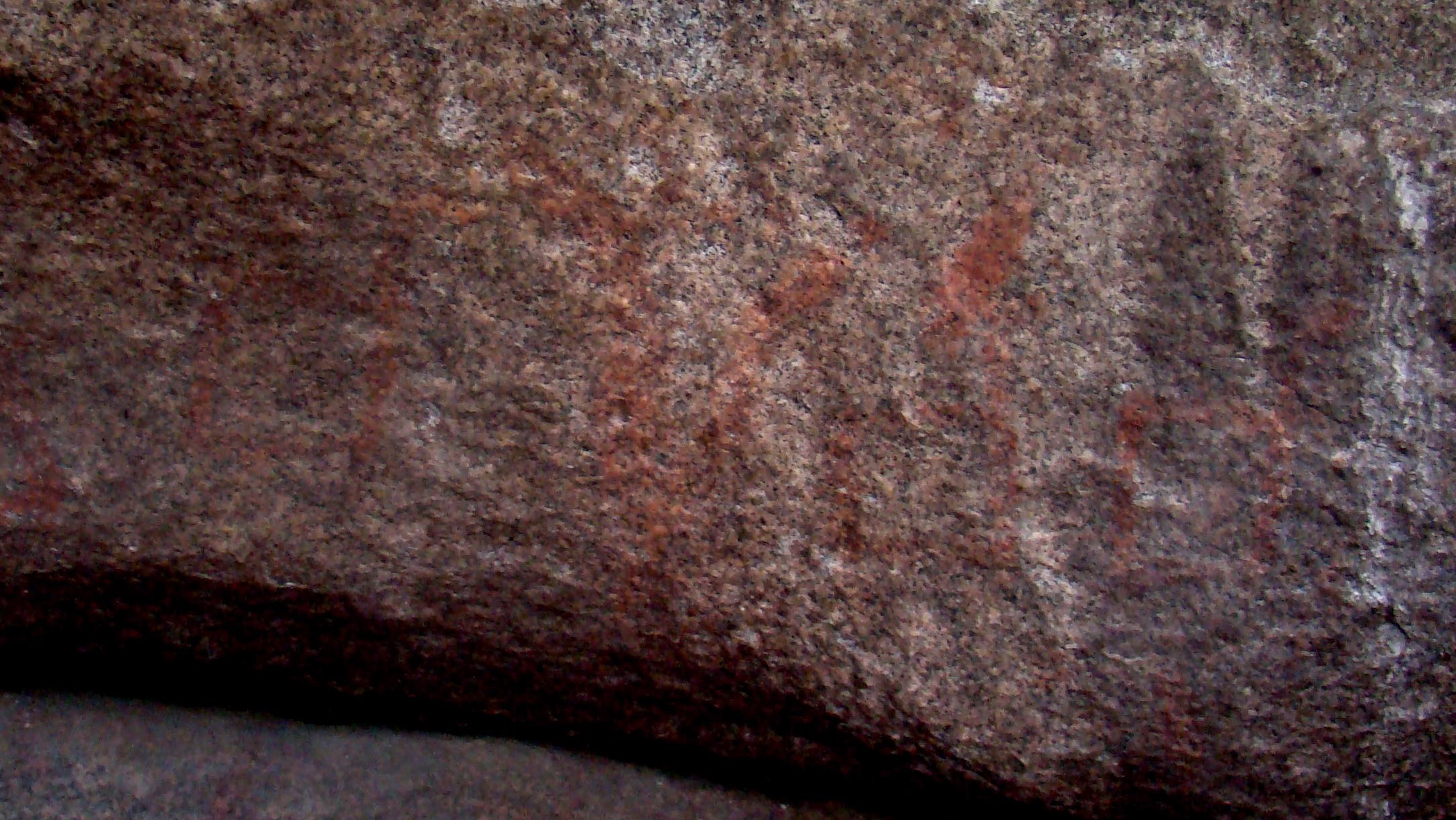
Vogels (eenden), Severka bij Jekaterinenburg
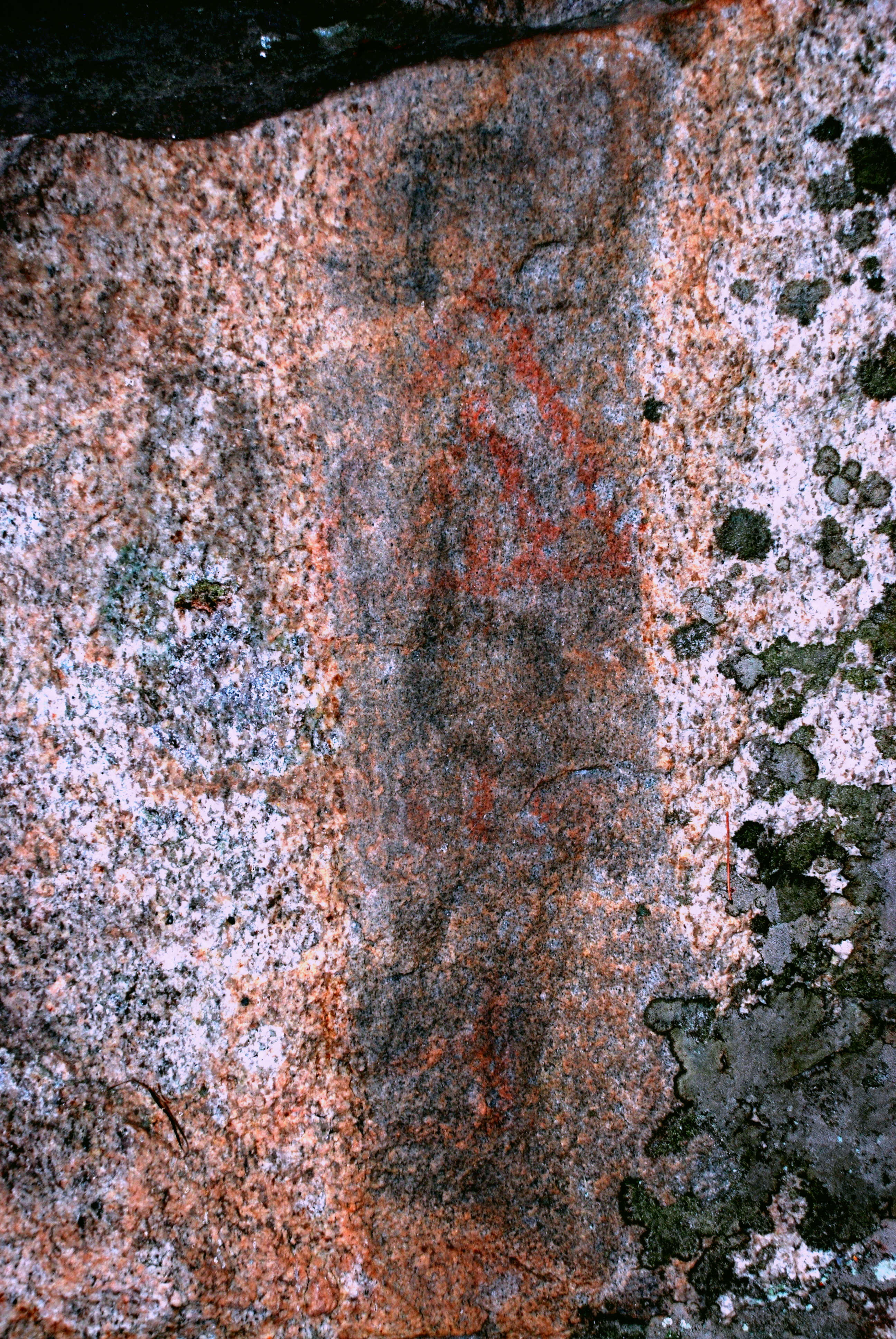
Geometrische motieven, Sjajtan-rotsen, Rezj